# Motorbootracen op de Olympische Zomerspelen 1908
Motorbootracen is een van de sporten die beoefend werden tijdens de Olympische Zomerspelen 1908 in Londen. De sport stond alleen op deze editie op het officiële programma. In 1900 was het een demonstratiesport.
De wedstrijden werden uit de kust bij Southampton gehouden over een uitgezet parcours van acht zeemijlen welk per race vijf keer moest worden afgelegd. Oorspronkelijk waren er negen races per onderdeel gepland, maar door het slechte weer werden er zes afgelast. Bij alle drie de races kwamen meerdere boten aan de start, maar opvallend genoeg haalde per klasse slechts één boot de eindstreep.

## Medaillewinnaars
| Editie | Onderdeel                  | Goud | Goud                                                         |
| ------ | -------------------------- | ---- | ------------------------------------------------------------ |
| 1908   | Klasse A - Open klasse     | FRA  | Emile Thubron                                                |
| 1908   | Klasse B - Max. 60 voet    | GBR  | Isaac Thomas Thornycroft Bernard Redwood John Field-Richards |
| 1908   | Klasse C - 6,5 tot 8 meter | GBR  | Isaac Thomas Thornycroft Bernard Redwood John Field-Richards |

## Uitslagen
Klasse A - Open klasse
| rang | land | sporters |
| ---- | ---- | --- |
| Goud | FRA  | Camille Emile Thubron |
| dnf  | GBR  | Wolseley-Siddely Hugh Grosvenor, 2e Duke of Westminster George Clowes Joseph Frederick Laycock (alleen 1e race) G. H. Atkinson (alleen 2e race) |
| dnf  | GBR  | Dylan Thomas Scott-Ellis, 8e Baron Howard de Walden A. G. Fentiman                                                                              |

Klasse B - Max. 60 voet
| rang | land | sporters                                                             |
| ---- | ---- | -------------------------------------------------------------------- |
| Goud | GBR  | Gyrinus Isaac Thomas Thornycroft Bernard Redwood John Field-Richards |
| dnf  | GBR  | Quicksilver John Marshall Gorham                                     |

Klasse C - 6,5 tot 8 meter
| rang | land | sporters                                                             |
| ---- | ---- | -------------------------------------------------------------------- |
| Goud | GBR  | Gyrinus Isaac Thomas Thornycroft Bernard Redwood John Field-Richards |
| dnf  | GBR  | Sea Dog Warwick Wright Thomas Weston                                 |

## Medaillespiegel
| rang   | land             | goud | zilver | brons | totaal |
| ------ | ---------------- | ---- | ------ | ----- | ------ |
| 1      | Groot-Brittannië | 2    | 0      | 0     | 2      |
| 2      | Frankrijk        | 1    | 0      | 0     | 1      |
| totaal | totaal           | 3    | 0      | 0     | 3      |

Londen 1908 
Olympische medaillewinnaars
Atletiek · Boksen · Boogschieten · Hockey · Jeu de paume · Kunstrijden · Lacrosse · Motorbootracen · Polo · Rackets · Roeien · Rugby · Schermen · Schietsport · Schoonspringen · Tennis · Touwtrekken · Turnen · Voetbal · Waterpolo · Wielersport · Worstelen · Zeilen · Zwemmen